# Santana World
Santana World (stilizzato #SantanaWorld) è il mixtape di debutto del rapper statunitense Tay-K, pubblicato il 29 luglio 2017 dalla 88 Classic.
Il mixtape è stato pubblicato dopo il suo arresto e il 14 dicembre 2017 è stata pubblicata la versione deluxe, Santana World (+) (stilizzato #SantanaWorld (+)). La versione deluxe include The Race (Remix) con 21 Savage e Young Nudy, e I <3 My Choppa (Remix) con Maxo Kream.

## Tracce

### Edizione standard
1. The Race – 2:20
2. Murder She Wrote – 1:52
3. I <3 My Choppa – 1:45
4. Lemonade – 2:12
5. Gotta Blast (feat. Diego Money e Bandman Fari) – 2:11
6. Megaman – 2:13
7. Saran Pack – 1:10
8. Dat Way – 2:11

### Santana World (+)
1. The Race (Remix) (feat. 21 Savage & Young Nudy) – 3:31
2. I <3 My Choppa (Remix) (feat. Maxo Kream) – 1:45

## Classifiche

### Classifiche settimanali
| Classifica (2018) | Posizione massima |
| ----------------- | ----------------- |
| Stati Uniti       | 128               |